# Vasek Pospisil
Pour les articles homonymes, voir Pospíšil.
Vasek Pospisil, né le 23 juin 1990 à Vernon (Colombie-Britannique), est un joueur de tennis professionnel canadien.
Ses meilleurs classements ATP sont une 25e place en simple et la 4e en double. Il a surtout un important palmarès en double, avec notamment son premier titre acquis à Wimbledon en 2014. Il est aussi un membre important de l'équipe du Canada de Coupe Davis.

## Biographie
Ses parents, Miloš et Mila Pospíšil, quittent la Tchécoslovaquie en 1988 pour fuir le régime communiste, s'installant d'abord en Autriche avant de partir pour le Canada en 1989, où ils rejoignent le frère de Miloš. Né en 1990, Vasek Pospisil commence le tennis à l'âge de 6 ans.

## Carrière

### Parcours junior
Vasek Pospisil atteint la finale de son premier événement international junior de tennis en 2005 lors du tournoi U18 ITF avec son compatriote Graeme Kassautzki. Lui et Kassautzki remportent l'épreuve du double. Avec le partenariat d'une autre étoile junior canadienne, Milos Raonic, Pospisil remporte son deuxième titre en double en décembre 2006, la Coupe du Prince aux États-Unis. Il remporte également plusieurs titres en double en République tchèque en janvier-février 2007, ainsi que la Coupe du Guru en Italie en avril-mai.
En simple, Vasek Pospisil remporte le Championnat canadien junior ITF Flevoland aux Pays-Bas en février 2006, le 25 All-Canadian de l'ITF juniors en avril, et l'Association canadienne U18 ITF Event des World Ranking.
Vasek Pospisil remporte deux événements européens en double et est finaliste trois fois. Il termine l'été en atteignant en 2007 la finale du double des juniors de l'US Open de tennis 2007 en partenariat avec Grigor Dimitrov. La paire perd face à Jonathan Eysseric et Jérôme Inzerillo. En décembre, il remporte avec son partenaire Roman Jebavý l'épreuve du double au prestigieux Orange Bowl.

### 2007
Vasek Pospisil remporte son premier match professionnel en simple au tournoi Future F1 du Canada en mars, en battant le numéro 689 mondial et no 1 du Guatemala Christian Paiz 2-6, 6-2, 6-1. Au second tour, il perd face au no 495 mondial, son compatriote Rob Steckley en deux sets tandis que dans le tournoi en double, lui et son partenaire Milos Raonic perdent au premier tour en trois sets. La semaine suivante, Pospisil perd au premier tour à la fois dans le simple et le double du tournoi F2 du Canada. La semaine d'après, au tournoi F3 du Canada, il décroche le premier titre de sa carrière, en double avec son compatriote Érik Chvojka, alors qu'il perd au premier tour en simple.
Il joue dans un autre tournoi, en octobre 2007, au tournoi F18 d'Allemagne, lors duquel lui et son partenaire Roman Vogeli atteignent le deuxième tour.
Vasek Pospisil termine l'année 2007 1479e mondial en simple et 1111e en double.

### 2008
En novembre 2008, au tournoi Challenger de Rimouski, Pospisil joue contre un adversaire beaucoup mieux classé, le 301e mondial Alex Kuznetsov. Il perd 6-2, 64-7, 4-6. Il atteint ensuite le deuxième tour du tournoi F1 du Nicaragua. Pospisil termine l'année avec un bilan de victoires et de défaites de 8-18.

### 2009
Pospisil poursuit ses bons résultats en simple en atteignant les demi-finales du tournoi F3 du Canada, les quarts de finale du tournoi F3 du Mexique (sur terre battue), les demi-finales du tournoi F4 du Mexique (dur), les quarts de finale du tournoi F5 de Mexico (dur) et les demi-finales du tournoi F6 du Mexique (sur terre battue), lors duquel il s'impose 6-4, 6-0 contre Chris Klingemann au second tour. Grâce à ce dernier résultat, il atteint la 837e place mondiale.
En juin, Pospisil tente sa chance au tournoi Challenger de Košice. Il perd en simple au deuxième tour de qualification et dans le double, en partenariat avec Kaes Van't Hof, au premier tour du tableau principal. La semaine suivante, Pospisil se qualifie pour le tableau principal de l'Open Polska Energia. Il perd au premier tour face au 454e mondial Guillaume Rufin. Lors du Challenger Mamaia la semaine d'après, Pospisil perd au dernier tour des qualifications.
Pospisil perd au premier tour du Challenger de Granby en tant que wild-card, contre Michael Russell 3-6, 6-3, 3-6. En double, il perd avec son partenaire Raonic en quart de finale. La semaine suivante, il perd en simple au deuxième tour des qualifications à l'Open d'Odlum Brown de Vancouver, face à Tim Smyczek 4-6, 2-6. En double, il perd au premier tour du tableau principal, avec son compatriote Pierre-Ludovic Duclos.
Pospisil termine l'année 2009 classé no 339 mondial, le plus haut classement de sa carrière jusque-là, et en double no 233 mondial.

### 2010
Vasek Pospisil commence son année 2010 en perdant au premier tour en simple au Challenger de Salinas Diario Expreso. En double, lui et son partenaire Márcio Torres du Brésil atteignent les demi-finales, où ils s'inclinent face aux jumeaux Ratiwatana, têtes de série. Il devient no 312 mondial en simple et no 189 en double.
Il termine l'année classé no 339 mondial en simple et no 153 en double.

### 2011

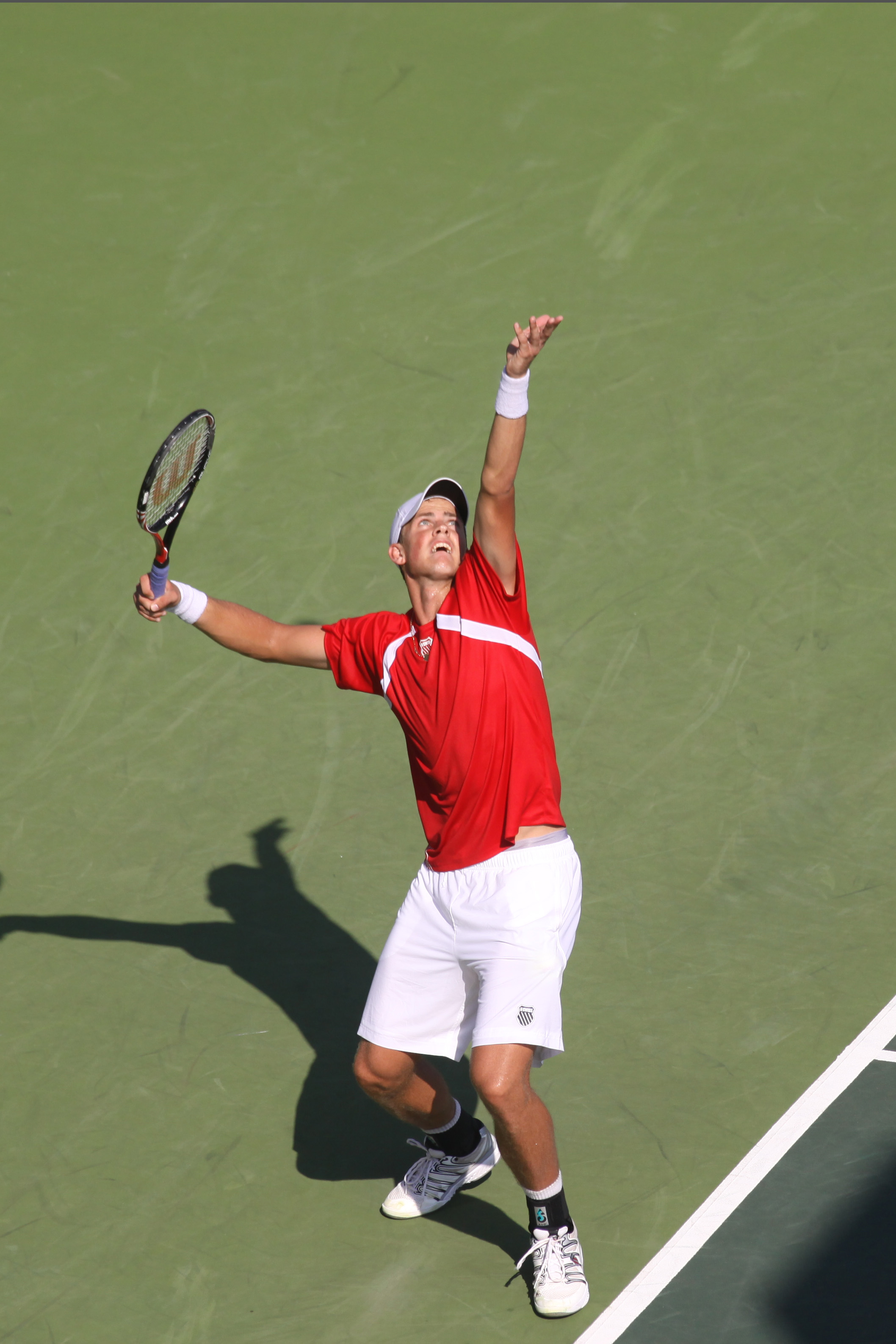
Vasek Pospisil au service en 2011.

En 2011, il atteint les demi-finales des tournois Challenger de Rimouski, de León et de Vancouver. Il est invité au Masters du Canada lors duquel il bat le 22e mondial Juan Ignacio Chela et s'incline au tour suivant face à Roger Federer. Il se qualifie ensuite pour le tableau de l'US Open. Il atteint le second tour et s'incline face à Feliciano López. Il se qualifie encore aux tournois ATP de Saint-Pétersbourg et de Valence, lors duquel il bat John Isner au premier tour avant de s'incliner face à David Ferrer.

### 2012

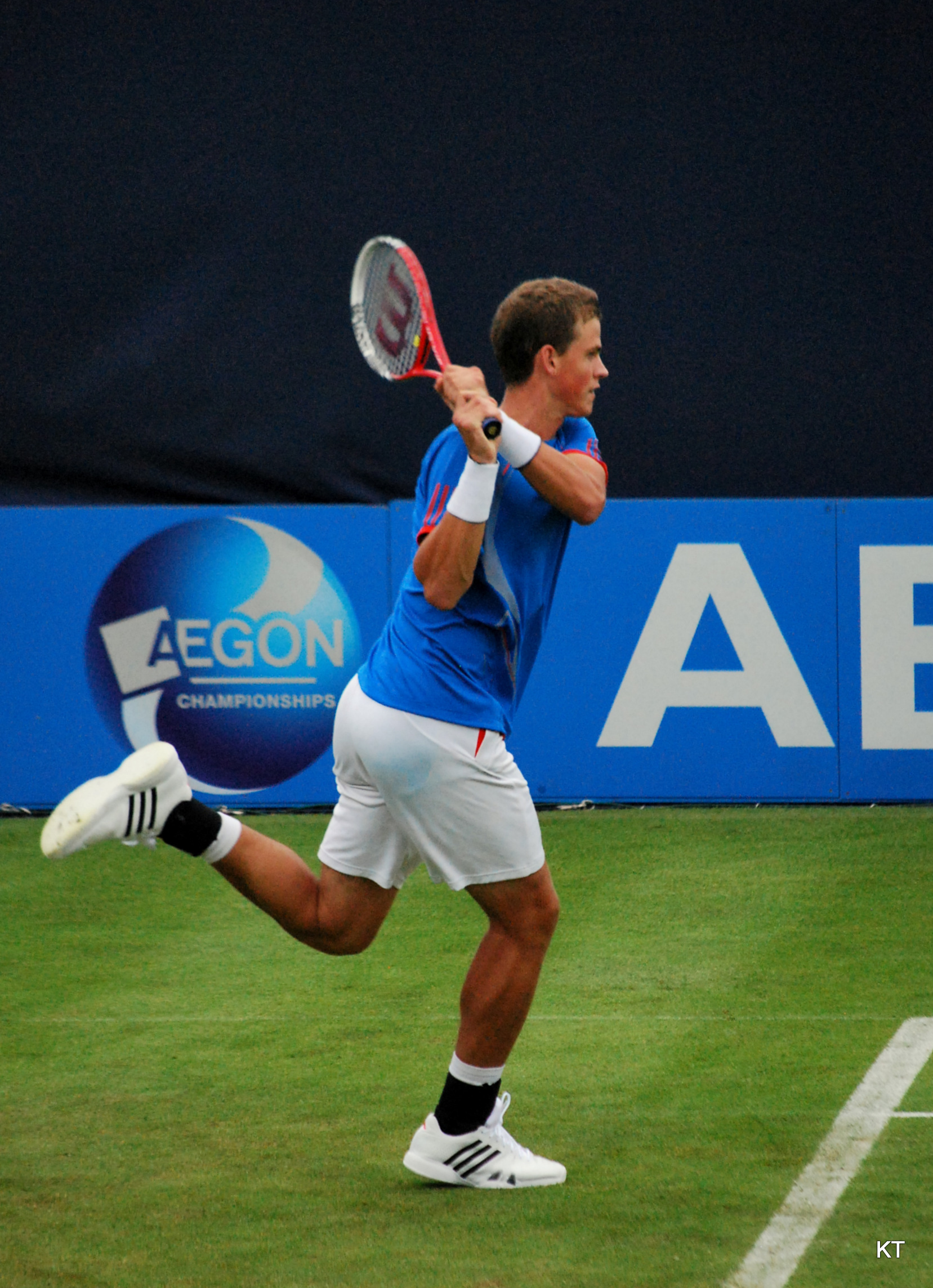
Vasek Pospisil au Tournoi du Queen's 2012 (ATP).

En simple, il remporte les tournois Challenger de Rimouski et de Challenger de Granby. Il est invité au Masters du Canada et atteint le second tour après avoir battu le 26e mondial Andreas Seppi. Il atteint les quarts de finale au tournoi de Kuala Lumpur.
Il est sélectionné pour le tournoi de tennis des Jeux olympiques 2012 à Londres. Il perd au premier tour en simple face à David Ferrer et au second tour en double avec son compatriote Daniel Nestor face aux Serbes Janko Tipsarević et Nenad Zimonjić.
En Coupe Davis, il est sélectionné pour la rencontre des 1/8 de finale contre l'équipe de France, lors de laquelle il perd face à Jo-Wilfried Tsonga.
En double, il remporte le Challenger de Granby avec son compatriote Philip Bester.

### 2013 - L'éclosion
En simple, il atteint la finale du tournoi Challenger de Rimouski mais s'incline face au Sud-Africain Rik De Voest (66-7, 4-6). Il remporte le tournoi Challenger de Soweto aux dépens du Polonais Michał Przysiężny, qui abandonne sur le score de 67-7, 6-0 et 4-1 pour cause de mal de dos. Il est entraîné par l'entraîneur français Frédéric Fontang, qui a notamment formé Jérémy Chardy. En juillet, il atteint son meilleur résultat en carrière dans un tournoi de l'ATP World Tour à Bogota en atteignant la demi-finale avant de se faire éliminer par Alejandro Falla sur le score de 7-64, 3-6, 4-6. Deux semaines plus tard, Vasek remporte l'Open d'Odlum Brown de Vancouver en battant l'Anglais Daniel Evans (6-0, 1-6, 7-5). Cette victoire le fait monter jusqu’à la 71e place mondiale.
Il fait ensuite parler de lui lors du Masters du Canada au mois d'août, où il réalise de magnifiques performances pour se qualifier pour la première fois de sa carrière dans une demi-finale d'un Masters 1000. Il bat pour cela le no 20 mondial John Isner (5-7, 7-65, 7-64) dans un match acharné, Radek Štěpánek (6-2, 6-4), puis le 6e joueur mondial, le Tchèque Tomáš Berdych (7-5, 2-6, 7-65). Il obtient ensuite sa place dans le dernier carré du tournoi, à la suite de l'abandon de Nikolay Davydenko après avoir obtenu les trois premiers jeux de la partie. Il rencontre en demi-finale le Canadien Milos Raonic (13e mondial) pour la toute première demi-finale entièrement canadienne du tournoi. Son parcours s'arrête à ce stade, il s'incline face à son compatriote 4-6, 6-1, 64-7. Ce beau résultat le fait monter à la 40e place mondiale.
À l'Open de Bâle, au premier tour, il bat en deux sets le Néerlandais Robin Haase, finaliste à Vienne la semaine précédente. Au deuxième tour, il vainc le puissant serveur Ivo Karlović (6-3, 6-4). En quarts de finale, il bat Ivan Dodig en deux sets (7-611, 6-4). En demi-finale, il affronte son idole de jeunesse et le favoris de la foule, Roger Federer. Après un long match très serré, Federer finit par contenir son jeune adversaire et le battre tard au troisième set (2-6, 7-63, 5-7). Cette belle semaine le fait monter au 31e rang mondial, son meilleur classement.

### 2014 - Victoire à Wimbledon en double et première finale en simple
Le début de saison n'est pas exceptionnel, à cause de blessures. Mis à part Chennai où il réalise un bon parcours avec une demi-finale (4-6, 5-5 ab.) face à Stanislas Wawrinka futur vainqueur et un troisième tour à l'Open d'Australie obligé de déclarer forfait face au Suisse, qui sera le futur lauréat également.
Lors du tournoi de Wimbledon, il joue en double avec l'Américain Jack Sock. Lors de leur parcours, ils battent les têtes de série no 8, no 2 et no 5 pour se qualifier pour la finale. Ils y affrontent les no 1 mondiaux Bob et Mike Bryan. Ils s'adjugent le titre au terme d'un match haletant en cinq sets (7-65, 63-7, 6-4, 3-6, 7-5) et marquent leur premier titre majeur.
Lors du début de la tournée américaine, au tournoi de Washington, Vasek Pospisil réalise une excellente semaine. En huitième, il bat en deux sets Tomáš Berdych tête de série no 1 (6-2, 6-4) facilement, puis en demi-finale Richard Gasquet en trois sets serrés (65-7, 6-3, 7-5) en 2h28 pour se qualifier pour sa première finale ATP en simple. Au terme de cette semaine éprouvante, il perd en finale 1-6, 4-6 sèchement contre son compatriote Milos Raonic.

### 2015 - Premier quart à Wimbledon en simple
Lors du tournoi de Wimbledon, il réalise un superbe parcours en atteignant pour la première fois de sa carrière la deuxième semaine d'un Grand Chelem. Pour cela, il bat tout d'abord difficilement le qualifié Vincent Millot en cinq sets (7-62, 3-6, 64-7, 7-64, 6-3), puis au deuxième tour le fantasque Italien Fabio Fognini en quatre sets (6-3, 6-4, 1-6, 6-3), et enfin au troisième tour le local James Ward au bout du suspense (6-4, 3-6, 2-6, 6-3, 8-6). En huitième de finale, il affronte le Serbe Viktor Troicki, tête de série no 22. Alors mené deux sets à rien, il finit par l'emporter en cinq manches (4-6, 64-7, 6-4, 6-3, 6-3) et se qualifie pour son premier quart de finale en Grand Chelem. Il affronte par la suite Andy Murray, mais perd 4-6, 5-7, 4-6 avec les honneurs. En double, alors tenant du titre avec Jack Sock et 3e tête de série, il s'incline en huitième de finale.

### 2016
Pospisil est dominé au premier tour de l'Open d'Australie par Gilles Simon en quatre manches. À l'issue de sa défaite contre Radek Štěpánek en trois manches au premier tour du Masters de Madrid, il totalise 4 victoires pour 11 défaites sur l'année.

### 2017 - Victoire sur le numéro 1 mondial
Lors du 1er ATP Masters 1000 de la saison 2017 à Indian Wells, il élimine Lu Yen-hsun en 3 manches (66-7, 6-4, 6-3) d'une durée de plus de 2 heures 30. Au 2e tour, il signe la plus importante victoire de sa carrière en battant le numéro 1 mondial Andy Murray en 2 manches (6-4, 7-65). Il s'incline toutefois au 3e tour face au Serbe Dušan Lajović (7-64, 3-6, 5-7), qui s'est lui aussi qualifié tout comme Pospisil, 129e mondial.

### 2020 - Huitième à l'US Open et deux finales.
Après la pandémie de Covid-19, il participe à l’US Open où il bat successivement Philipp Kohlschreiber, Milos Raonic, puis Roberto Bautista-Agut. Il s'incline finalement face à Alex de Minaur. À Roland-Garros, il s'incline au premier tour contre Matteo Berrettini.
Au Tournoi de Vienne, il bat au premier tour Félix Auger-Aliassime mais perd ensuite face à Daniil Medvedev.
Il atteint la finale du Tournoi de tennis de Sofia, qu'il perd contre Jannik Sinner. Il finit l’année au 61e rang mondial.

### 2025 - Retraite
Après la Coupe Davis 2025, il annonce qu'il arrêtera sa carrière à la fin de la saison.

## Caractéristiques
Pospisil est considéré comme étant « fragile » lorsqu'il évolue sous des chaleurs dépassant 30 °C.

## Palmarès

### Finales en simple messieurs
| No | Date       | Nom et lieu du tournoi          | Catégorie | Dotation    | Surface    | Vainqueur     | Score          |          |
| -- | ---------- | ------------------------------- | --------- | ----------- | ---------- | ------------- | -------------- | -------- |
| 1  | 28-07-2014 | Citi Open, Washington           | ATP 500   | 1 399 700 $ | Dur (ext.) | Milos Raonic  | 6-1, 6-4       | Parcours |
| 2  | 03-02-2020 | Open Sud de France, Montpellier | ATP 250   | 542 695 €   | Dur (int.) | Gaël Monfils  | 7-5, 6-3       | Parcours |
| 3  | 08-11-2020 | Sofia Open, Sofia               | ATP 250   | 325 615 €   | Dur (int.) | Jannik Sinner | 6-4, 3-6, 7-63 | Parcours |

### Titres en double messieurs
| No | Date       | Nom et lieu du tournoi                     | Catégorie    | Dotation     | Surface      | Partenaire     | Finalistes                           | Score                     |          |
| -- | ---------- | ------------------------------------------ | ------------ | ------------ | ------------ | -------------- | ------------------------------------ | ------------------------- | -------- |
| 1  | 23-06-2014 | The Championships Wimbledon                | G. Chelem    | 11 715 000 £ | Gazon (ext.) | Jack Sock      | Bob Bryan Mike Bryan                 | 7-65, 63-7, 6-4, 3-6, 7-5 | Parcours |
| 2  | 21-07-2014 | BB&T Atlanta Open Atlanta                  | ATP 250      | 568 805 $    | Dur (ext.)   | Jack Sock      | Steve Johnson Sam Querrey            | 6-3, 5-7, [10-5]          | Parcours |
| 3  | 20-10-2014 | Swiss Indoors Basel Bâle                   | ATP 500      | 1 458 610 €  | Dur (int.)   | Nenad Zimonjić | Marin Draganja Henri Kontinen        | 7-613, 1-6, [10-5]        | Parcours |
| 4  | 12-03-2015 | BNP Paribas Open Indian Wells              | Masters 1000 | 5 381 235 $  | Dur (ext.)   | Jack Sock      | Simone Bolelli Fabio Fognini         | 6-4, 63-7, [10-7]         | Parcours |
| 5  | 05-10-2015 | China Open Pékin                           | ATP 500      | 2 700 510 $  | Dur (ext.)   | Jack Sock      | Daniel Nestor Édouard Roger-Vasselin | 3-6, 6-3, [10-6]          | Parcours |
| 6  | 08-02-2016 | ABN AMRO World Tennis Tournament Rotterdam | ATP 500      | 1 597 155 €  | Dur (int.)   | Nicolas Mahut  | Philipp Petzschner Alexander Peya    | 7-62, 6-4                 | Parcours |
| 7  | 17-02-2020 | Open 13 Provence Marseille                 | ATP 250      | 691 880 €    | Dur (int.)   | Nicolas Mahut  | Wesley Koolhof Nikola Mektić         | 6-3, 6-4                  | Parcours |

### Finales en double messieurs
| No | Date       | Nom et lieu du tournoi             | Catégorie    | Dotation    | Surface      | Vainqueurs                          | Partenaire       | Score             |          |
| -- | ---------- | ---------------------------------- | ------------ | ----------- | ------------ | ----------------------------------- | ---------------- | ----------------- | -------- |
| 1  | 11-08-2014 | Western & Southern Open Cincinnati | Masters 1000 | 3 356 715 $ | Dur (ext.)   | Bob Bryan Mike Bryan                | Jack Sock        | 6-3, 6-2          | Parcours |
| 2  | 29-09-2014 | China Open Pékin                   | ATP 500      | 2 500 470 $ | Dur (ext.)   | Jean-Julien Rojer Horia Tecău       | Julien Benneteau | 67-7, 7-5, [10-5] | Parcours |
| 3  | 25-03-2015 | Miami Open presented by Itaú Miami | Masters 1000 | 5 381 235 $ | Dur (ext.)   | Mike Bryan Bob Bryan                | Jack Sock        | 6-3, 1-6, [10-8]  | Parcours |
| 4  | 02-11-2015 | BNP Paribas Masters Paris          | Masters 1000 | 3 288 530 € | Dur (int.)   | Ivan Dodig Marcelo Melo             | Jack Sock        | 2-6, 6-3, [10-5]  | Parcours |
| 5  | 10-03-2016 | BNP Paribas Open Indian Wells      | Masters 1000 | 6 134 605 $ | Dur (ext.)   | Pierre-Hugues Herbert Nicolas Mahut | Jack Sock        | 6-3, 7-65         | Parcours |
| 6  | 08-05-2016 | Internazionali BNL d'Italia Rome   | Masters 1000 | 3 748 925 € | Terre (ext.) | Bob Bryan Mike Bryan                | Jack Sock        | 2-6, 6-3, [10-7]  | Parcours |
| 7  | 02-01-2017 | Qatar ExxonMobil Open Doha         | ATP 250      | 1 237 190 $ | Dur (ext.)   | Jérémy Chardy Fabrice Martin        | Radek Štěpánek   | 6-4, 7-63         | Parcours |
| 8  | 12-07-2021 | Hall of Fame Open Newport          | ATP 250      | 466 870 $   | Gazon (ext.) | William Blumberg Jack Sock          | Austin Krajicek  | 6-2, 7-63         | Parcours |

## Parcours dans les tournois duGrand Chelem

### En simple
| Année | Open d'Australie | Open d'Australie      | Internationaux de France | Internationaux de France | Wimbledon       | Wimbledon              | US Open         | US Open          |
| ----- | ---------------- | --------------------- | ------------------------ | ------------------------ | --------------- | ---------------------- | --------------- | ---------------- |
| 2011  | —                | —                     | —                        | —                        | Q2              | Édouard Roger-Vasselin | 2e tour (1/32)  | Feliciano López  |
| 2012  | Q2               | Carsten Ball          | 1er tour (1/64)          | É. Roger-Vasselin        | 1er tour (1/64) | Sam Querrey            | Q1              | Rhyne Williams   |
| 2013  | —                | —                     | 1er tour (1/64)          | Horacio Zeballos         | 2e tour (1/32)  | Mikhail Youzhny        | 1er tour (1/64) | R. Dutra Silva   |
| 2014  | 3e tour (1/16)   | Forfait               | 1er tour (1/64)          | T. Gabashvili            | 1er tour (1/64) | Robin Haase            | 1er tour (1/64) | Simone Bolelli   |
| 2015  | 3e tour (1/16)   | G. García-López       | 1er tour (1/64)          | João Sousa               | 1/4 de finale   | Andy Murray            | 1er tour (1/64) | A. Haider-Maurer |
| 2016  | 1er tour (1/64)  | Gilles Simon          | 1er tour (1/64)          | Tomáš Berdych            | 1er tour (1/64) | Albert Ramos-Viñolas   | 2e tour (1/32)  | Kevin Anderson   |
| 2017  | Q1               | Uladzimir Ignatik     | —                        | —                        | 1er tour (1/64) | Dominic Thiem          | 1er tour (1/64) | F. Verdasco      |
| 2018  | 1er tour (1/64)  | Marin Čilić           | 1er tour (1/64)          | Márton Fucsovics         | 1er tour (1/64) | Mikhail Kukushkin      | 2e tour (1/32)  | Rafael Nadal     |
| 2019  | —                | —                     | —                        | —                        | 1er tour (1/64) | Félix Auger-Aliassime  | 2e tour (1/32)  | Tennys Sandgren  |
| 2020  | 1er tour (1/64)  | Ivo Karlović          | 1er tour (1/64)          | Matteo Berrettini        | Annulé          | Annulé                 | 1/8 de finale   | Alex de Minaur   |
| 2021  | 1er tour (1/64)  | Daniil Medvedev       | —                        | —                        | 2e tour (1/32)  | Frances Tiafoe         | 2e tour (1/32)  | Ilya Ivashka     |
| 2022  | —                | —                     | —                        | —                        | Q1              | Dalibor Svrcina        | Q2              | Andreas Seppi    |
| 2023  | 1er tour (1/64)  | Félix Auger-Aliassime | —                        | —                        | Q1              | Felipe Meligeni Alves  | Q2              | Zachary Svajda   |

N.B. : à droite du résultat se trouve le nom de l'ultime adversaire.

### En double
| 2013 | —                                                                                           | —                                                                                        | —                                                                                       | —                                                                                     | 1/8 de finale J. Levine \|\| style="text-align:left;" \| M. Bhupathi J. Knowle        | 1/8 de finale D. Nestor \|\| style="text-align:left;" \| Bob Bryan Mike Bryan        |
| 2014 | 1er tour (1/32) J. Knowle \|\| style="text-align:left;" \| Alex Bolt A. Whittington         | 1er tour (1/32) Rajeev Ram \|\| style="text-align:left;" \| J. Murray John Peers         | Victoire Jack Sock                                                                      | Bob Bryan Mike Bryan                                                                  | 1/8 de finale Jack Sock \|\| style="text-align:left;" \| C. Berlocq L. Mayer          |                                                                                      |
| 2015 | 2e tour (1/16) J. Knowle \|\| style="text-align:left;" \| B. Becker Artem Sitak             | 1/4 de finale Jack Sock \|\| style="text-align:left;" \| J.-J. Rojer Horia Tecău         | 1/8 de finale Jack Sock \|\| style="text-align:left;" \| Jamie Murray John Peers        | 1er tour (1/32) Jack Sock \|\| style="text-align:left;" \| L. Mayer João Sousa        |                                                                                       |                                                                                      |
| 2016 | 1/4 de finale Jack Sock \|\| style="text-align:left;" \| Pablo Cuevas M. Granollers         | 2e tour (1/16) Jack Sock \|\| style="text-align:left;" \| J. Benneteau É. Roger-Vasselin | 1/8 de finale Jack Sock \|\| style="text-align:left;" \| J. Benneteau É. Roger-Vasselin | 1er tour (1/32) D. Nestor \|\| style="text-align:left;" \| Taylor Fritz Tommy Paul    |                                                                                       |                                                                                      |
| 2017 | 1er tour (1/32) R. Štěpánek \|\| style="text-align:left;" \| M. Barton M. Ebden             | —                                                                                        | —                                                                                       | 2e tour (1/16) J. Benneteau \|\| style="text-align:left;" \| Ivan Dodig M. Granollers | —                                                                                     | —                                                                                    |
| 2018 | 1er tour (1/32) Ryan Harrison \|\| style="text-align:left;" \| R. Bopanna É. Roger-Vasselin | 1er tour (1/32) Ryan Harrison \|\| style="text-align:left;" \| F. Delbonis Benoît Paire  | 1er tour (1/32) Ryan Harrison \|\| style="text-align:left;" \| P. Petzschner Tim Pütz   | —                                                                                     | —                                                                                     |                                                                                      |
| 2019 | —                                                                                           | —                                                                                        | —                                                                                       | —                                                                                     | 2e tour (1/16) Matthew Ebden \|\| style="text-align:left;" \| Rajeev Ram J. Salisbury | 1er tour (1/32) Hubert Hurkacz \|\| style="text-align:left;" \| Bob Bryan Mike Bryan |
| 2020 | 1er tour (1/32) Hubert Hurkacz \|\| style="text-align:left;" \| Jamie Murray Neal Skupski   | 2e tour (1/16) Jack Sock \|\| style="text-align:left;" \| P.-H. Herbert Nicolas Mahut    | Annulé                                                                                  | Annulé                                                                                | —                                                                                     | —                                                                                    |
| 2021 | 2e tour (1/16) D. Shapovalov \|\| style="text-align:left;" \| N. Monroe Frances Tiafoe      | —                                                                                        | —                                                                                       | 1er tour (1/32) N. Monroe \|\| style="text-align:left;" \| J. Murray B. Soares        | 2e tour (1/16) F. Nielsen \|\| style="text-align:left;" \| K. Krawietz Horia Tecău    |                                                                                      |

N.B. : le nom du partenaire se trouve sous le résultat ; les noms des ultimes adversaires se trouvent à droite.

## Parcours dans lesMasters 1000

### En simple
| Année | Indian Wells          | Miami                | Monte-Carlo          | Madrid               | Rome                 | Canada               | Cincinnati            | Shanghai                  | Paris               |
| ----- | --------------------- | -------------------- | -------------------- | -------------------- | -------------------- | -------------------- | --------------------- | ------------------------- | ------------------- |
| 2011  | —                     | —                    | —                    | —                    | —                    | 2e tour R. Federer   | —                     | —                         | —                   |
| 2012  | 1er tour N. Mahut     | —                    | —                    | —                    | —                    | 2e tour J. Mónaco    | —                     | —                         | —                   |
| 2013  | 1er tour D. Istomin   | —                    | —                    | —                    | —                    | 1/2 finale M. Raonic | 2e tour D. Goffin     | 2e tour G. Monfils        | 1er tour P. Andújar |
| 2014  | 2e tour M. Kukushkin  | 2e tour A. Bedene    | 1er tour R. Bautista | —                    | 1er tour K. Anderson | 1er tour R. Gasquet  | 2e tour R. Federer    | 2e tour R. Bautista       | 1er tour T. Robredo |
| 2015  | 2e tour A. Murray     | 2e tour G. Dimitrov  | —                    | —                    | —                    | 2e tour J. Isner     | 2e tour G. Dimitrov   | 2e tour R. Gasquet        | —                   |
| 2016  | 2e tour G. Simon      | 2e tour J. Sousa     | —                    | 1er tour R. Štěpánek | 1er tour A. Seppi    | 2e tour G. Monfils   | 1er tour M. Baghdatís | 1/8 de finale N. Djokovic | —                   |
| 2017  | 3e tour D. Lajović    | —                    | —                    | —                    | —                    | 1er tour P. Polansky | —                     | —                         | 1er tour N. Mahut   |
| 2018  | 1er tour F. Auger     | 3e tour M. Čilić     | —                    | —                    | —                    | 1er tour B. Ćorić    | —                     | 1er tour A. de Minaur     | —                   |
| 2019  | —                     | —                    | —                    | —                    | —                    | 1er tour F. Auger    | —                     | 1/8 de finale D. Medvedev | —                   |
| 2021  | 2e tour D. Shapovalov | 1er tour M. McDonald | —                    | —                    | —                    | 1er tour T. Paul     | —                     | n.o.                      | —                   |
| 2022  | —                     | —                    | —                    | —                    | —                    | 1er tour T. Paul     | —                     | n.o.                      | —                   |
| 2023  | —                     | —                    | —                    | —                    | —                    | 1er tour M. Arnaldi  | —                     | —                         | —                   |
| 2024  | —                     | —                    | —                    | —                    | —                    | 1er tour S. Korda    | —                     | —                         | —                   |
| 2025  | —                     | —                    | —                    | —                    | —                    | 1er tour F. Bagnis   | —                     | —                         | —                   |

N.B. : sous le résultat se trouve le nom de l’ultime adversaire.

### En double
| Année | Indian Wells                                                              | Indian Wells                                                       | Miami                                                                   | Miami                                                                      | Monte-Carlo | Monte-Carlo | Rome                                                                 | Rome                                                           | Madrid                                                               | Madrid                                                                  | Canada                                                                        | Canada                                                            | Cincinnati                                                          | Cincinnati  | Shanghai                                                              | Shanghai | Paris | Paris |
| ----- | ------------------------------------------------------------------------- | ------------------------------------------------------------------ | ----------------------------------------------------------------------- | -------------------------------------------------------------------------- | ----------- | ----------- | -------------------------------------------------------------------- | -------------------------------------------------------------- | -------------------------------------------------------------------- | ----------------------------------------------------------------------- | ----------------------------------------------------------------------------- | ----------------------------------------------------------------- | ------------------------------------------------------------------- | ----------- | --------------------------------------------------------------------- | -------- | ----- | ----- |
| 2010  | —                                                                         | —                                                                  | —                                                                       | —                                                                          | —           | —           | —                                                                    | —                                                              | —                                                                    | —                                                                       | 1/8 de finale Raonic \|\| style="text-align:left;" \| Melzer Petzschner       | —                                                                 | —                                                                   | —           | —                                                                     | —        | —     |       |
| 2011  | —                                                                         | —                                                                  | —                                                                       | —                                                                          | —           | —           | —                                                                    | —                                                              | —                                                                    | —                                                                       | 1er tour (1/16) Shamasdin \|\| style="text-align:left;" \| López Verdasco     | —                                                                 | —                                                                   | —           | —                                                                     | —        | —     |       |
| 2012  | —                                                                         | —                                                                  | —                                                                       | —                                                                          | —           | —           | —                                                                    | —                                                              | —                                                                    | —                                                                       | 1er tour (1/16) Dancevic \|\| style="text-align:left;" \| Dodig Melo          | —                                                                 | —                                                                   | —           | —                                                                     | —        | —     |       |
| 2013  | —                                                                         | —                                                                  | —                                                                       | —                                                                          | —           | —           | —                                                                    | —                                                              | —                                                                    | —                                                                       | —                                                                             | —                                                                 | —                                                                   | —           | 1/4 de finale Lindstedt \|\| style="text-align:left;" \| Murray Peers | —        | —     |       |
| 2014  | 1er tour (1/16) Andújar \|\| style="text-align:left;" \| Marrero Verdasco | 1er tour (1/16) Knowle \|\| style="text-align:left;" \| Dodig Melo | 1er tour (1/16) Knowle \|\| style="text-align:left;" \| Bopanna Qureshi | 1er tour (1/16) Toursounov \|\| style="text-align:left;" \| Čilić González | —           | —           | 1er tour (1/16) Sock \|\| style="text-align:left;" \| Gasquet Tsonga | Finale Sock                                                    | Bryan                                                                | 1/8 de finale Sock \|\| style="text-align:left;" \| Bopanna Mergea      | 1/8 de finale Sock \|\| style="text-align:left;" \| Paes Wawrinka             |                                                                   |                                                                     |             |                                                                       |          |       |       |
| 2015  | Victoire Sock                                                             | Bolelli Fognini                                                    | Finale Sock                                                             | Bryan                                                                      | —           | —           | —                                                                    | —                                                              | 1/4 de finale Sock \|\| style="text-align:left;" \| Granollers López | —                                                                       | —                                                                             | 1/8 de finale Sock \|\| style="text-align:left;" \| Paes Wawrinka | 1er tour (1/16) Sock \|\| style="text-align:left;" \| Kyrgios Tomic | Finale Sock | Dodig Melo                                                            |          |       |       |
| 2016  | Finale Sock                                                               | Herbert Mahut                                                      | 1er tour (1/16) Sock \|\| style="text-align:left;" \| Isner Monroe      | —                                                                          | —           | Finale Sock | Bryan                                                                | 1/4 de finale Sock \|\| style="text-align:left;" \| Dodig Melo | 1/2 finale Nestor \|\| style="text-align:left;" \| Murray Soares     | 1/2 finale Nestor \|\| style="text-align:left;" \| Dodig Melo           | 1/8 de finale Lindstedt \|\| style="text-align:left;" \| Kontinen Peers       | 1/2 finale Melo \|\| style="text-align:left;" \| Kontinen Peers   |                                                                     |             |                                                                       |          |       |       |
| 2017  | 1/8 de finale Johnson \|\| style="text-align:left;" \| Kubot Melo         | —                                                                  | —                                                                       | —                                                                          | —           | —           | —                                                                    | —                                                              | —                                                                    | 1er tour (1/16) Nestor \|\| style="text-align:left;" \| Bautista Ferrer | —                                                                             | —                                                                 | —                                                                   | —           | —                                                                     | —        |       |       |
| 2018  | —                                                                         | —                                                                  | —                                                                       | —                                                                          | —           | —           | —                                                                    | —                                                              | —                                                                    | —                                                                       | 1er tour (1/16) Nestor \|\| style="text-align:left;" \| López                 | —                                                                 | —                                                                   | —           | —                                                                     | —        | —     |       |
| 2019  | —                                                                         | —                                                                  | —                                                                       | —                                                                          | —           | —           | —                                                                    | —                                                              | —                                                                    | —                                                                       | 1er tour (1/16) Auger \|\| style="text-align:left;" \| Chardy Martin          | —                                                                 | —                                                                   | —           | —                                                                     | —        | —     |       |
|       |                                                                           |                                                                    |                                                                         |                                                                            |             |             |                                                                      |                                                                |                                                                      |                                                                         |                                                                               |                                                                   |                                                                     |             |                                                                       |          |       |       |
| 2022  | —                                                                         | —                                                                  | —                                                                       | —                                                                          | —           | —           | —                                                                    | —                                                              | —                                                                    | —                                                                       | 1er tour (1/16) Sinner \|\| style="text-align:left;" \| Monfils Bonzi         | —                                                                 | —                                                                   | —           | —                                                                     | —        | —     |       |
| 2023  | —                                                                         | —                                                                  | —                                                                       | —                                                                          | —           | —           | —                                                                    | —                                                              | —                                                                    | —                                                                       | 1/8 de finale Mahut \|\| style="text-align:left;" \| Pütz Krawietz            | —                                                                 | —                                                                   | —           | —                                                                     | —        | —     |       |
| 2024  | —                                                                         | —                                                                  | —                                                                       | —                                                                          | —           | —           | —                                                                    | —                                                              | —                                                                    | —                                                                       | 1er tour (1/16) Shapovalov \|\| style="text-align:left;" \| Bolelli Vavassori | —                                                                 | —                                                                   | —           | —                                                                     | —        | —     |       |

N.B. : le nom du partenaire se trouve sous le résultat ; les noms des ultimes adversaires se trouvent à droite.

## Victoires sur le top 10
Toutes ses victoires sur des joueurs classés dans le top 10 de l'ATP lors de la rencontre.
| Légende         |
| --------------- |
| Grand Chelem    |
| Masters         |
| Jeux olympiques |
| Masters 1000    |
| 500 Series      |
| 250 Series      |
| Coupe Davis     |

| # | V.P.   | Tournoi            | Année | Surface    | Adversaire      | Rang  | Tour | Score                   |
| - | ------ | ------------------ | ----- | ---------- | --------------- | ----- | ---- | ----------------------- |
| 1 | no 71  | Montréal           | 2013  | Dur        | Tomáš Berdych   | no 6  | 1/8  | 7-5, 2-6, 7-65          |
| 2 | no 43  | Shanghai           | 2013  | Dur        | Richard Gasquet | no 10 | 1/32 | 6-3, 6-4                |
| 3 | no 36  | Washington         | 2014  | Dur        | Tomáš Berdych   | no 5  | 1/8  | 6-2, 6-4                |
| 4 | no 129 | Indian Wells       | 2017  | Dur        | Andy Murray     | no 1  | 1/32 | 6-4, 7-65               |
| 5 | no 216 | US Open            | 2019  | Dur        | Karen Khachanov | no 9  | 1/64 | 4-6, 7-5, 7-5, 4-6, 6-3 |
| 6 | no 132 | Open Sud de France | 2020  | Dur (int.) | David Goffin    | no 10 | 1/2  | 6-3, 1-6, 7-5           |
| 7 | no 104 | Rotterdam          | 2020  | Dur (int.) | Daniil Medvedev | no 5  | 1/16 | 6-4, 6-3                |

## Classements ATP en fin de saison
| Année          | 2007 | 2008 | 2009 | 2010 | 2011 | 2012 | 2013 | 2014 | 2015 | 2016 | 2017 | 2018 | 2019 | 2020 | 2021 | 2022 | 2023 | 2024 |
| Rang en simple | 1461 | 1132 | 341  | 336  | 119  | 127  | 32   | 53   | 39   | 134  | 109  | 70   | 150  | 61   | 133  | 100  | 437  | 736  |
| Rang en double | 1097 | 437  | 234  | 153  | 150  | 305  | 88   | 14   | 21   | 20   | 178  | 1248 | 447  | 192  | 154  | –    | 576  | 1383 |

Source : (en) Classements de Vasek Pospisil sur le site officiel de la Fédération internationale de tennis